# Apostoł (księga)

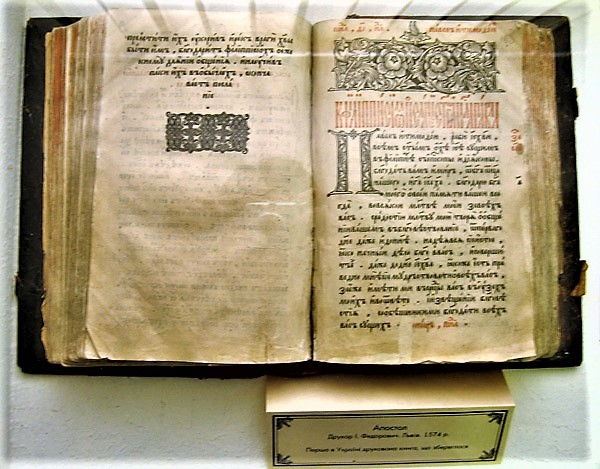
Apostoł wydany w 1574 roku we Lwowie.

Apostoł, apostolarz – księga liturgiczna Kościołów wschodnich, zawierająca pisma nowotestamentowe dotyczące Apostołów, tj. Dzieje Apostolskie, Listy powszechne i Listy Pawła.